# Bättwil
Bättwil és un municipi del cantó de Solothurn (Suïssa), situat al districte de Dorneck.